# Friedrich Wilhelm von Brandenburg
Friedrich Wilhelm von Brandenburg (Berlino, 24 gennaio 1792 – Berlino, 6 novembre 1850) è stato un generale e politico prussiano, nonché ministro presidente.
Era figlio morganatico di re Federico Guglielmo II di Prussia

## Biografia
Nato a Berlino, Friedrich Wilhelm era figlio di re Federico Guglielmo II di Prussia (1744–1797) e della sua sposa morganatica, Sophie von Dönhoff (1768–1838). Assieme alla sorella minore Julie (1793–1848) ricevette il titolo di conte von Brandenburg nel 1794, e venne cresciuto coi figli dell' Hofmarschall Valentin von Massow. Sua sorella sposò il duca Federico Ferdinando di Anhalt-Köthen nel 1816.
Il 18 aprile 1806, Federico Guglielmo entrò nell'esercito prussiano, nel corpo della Gardes du Corps e dall'anno successivo prese parte alle guerre della quarta coalizione antinapoleonica. Nel 1812 ricevette il rango di Rittmeister nello staff di Ludwig Yorck von Wartenburg, guidando parte delle truppe ausiliarie prussiane in supporto all'invasione francese della Russia. Nel 1839 venne elevato al rango di tenente generale del VI corpo d'armata prussiano. Nel 1848 ebbe modo di distinguersi in diversi scontri, raggiungendo il rango di generale di cavalleria.  

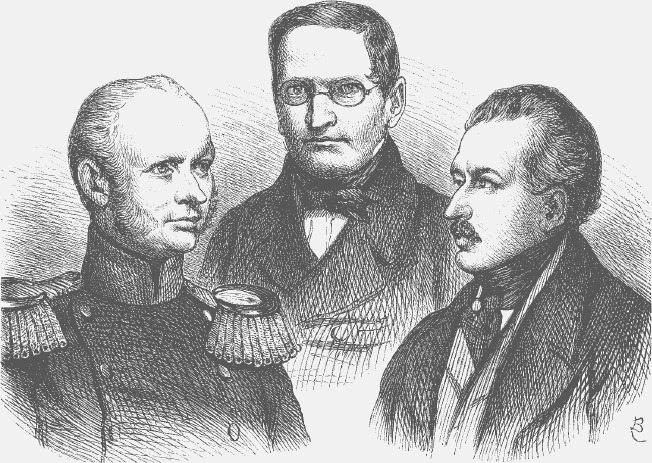
I ministri Brandenburg, Manteuffel, Radowitz

Durante la rivoluzione tedesca del 1848-1849, nel novembre del 1848, venne richiamato a Berlino dal nipote re Federico Guglielmo IV di Prussia per succedere a Ernst von Pfuel come primo ministro prussiano. La nomina rifletteva chiaramente l'intenzione del re di sopprimere le rivolte affidando il comando dello stato a un generale, per di più suo parente. Assieme al ministro dell'interno Otto Theodor von Manteuffel, sciolse l'assemblea nazionale prussiana (di stampo rivoluzionario) il 5 dicembre, decretando una costituzione reazionaria nel 1850.
Nell'ottobre del 1850, si portò alla Conferenza di Varsavia per incontrare lo zar Nicola I di Russia e sondare il ruolo che avrebbe potuto avere la Russia nella rivalità Austria-Prussia. Anche se egli inizialmente aveva sostenuto l'Unione di Erfurt propugnata dalla Prussia, il regno si trovò ben presto isolato per l'abilità del cancelliere di stato austriaco, principe Felix von Schwarzenberg che riuscì ad isolare i prussiani. Dopo il suo ritorno, Friedrich Wilhelm parlò contro la mobilitazione dell'esercito prussiano richiesta dal ministro degli esteri Joseph von Radowitz. Poco dopo si ammalò gravemente e morì, si disse per l'umiliazione del fallimento della sua missione diplomatica in Russia. Venne sepolto nella cripta della cattedrale di Berlino.

## Matrimonio e figli
Friedrich Wilhelm von Brandenburg sposò Mathilde Aurora von Massenbach il 24 maggio 1818 a Potsdam. La coppia ebbe insieme otto figli:
- Friedrich (1819-1892), generale prussiano
- Wilhelm (1819-1892), generale prussiano
- Friedrich Wilhelm Gustav (1820-1909), ambasciatore prussiano in Belgio ed in Portogallo
- Wilhelmine Charlotte Friederike Julie Alexandrine (1821-1902), dama onoraria a Heiligengrabe
- Luise Julie (1823-1884), dama onoraria a Heiligengrabe
- Friederike Wilhelmine Elisabeth Mathilde (1825-1900), sposò il 24 maggio 1847 il maggiore Erdmann Alexander Georg von Pückler
- Friederike Wilhelmine Georgine Elisabeth (1828-1893)
- Alexandra Friederike Wilhelmine Marianne (1834-1885), fu dama di compagnia dell'imperatrice Augusta Vittoria di Schleswig-Holstein

## Ascendenza
|                                            |                             |                                                   | Genitori                                                          |  |  | Nonni |  |  | Bisnonni                           |  |  | Trisnonni                  |  |
|                                            |                             |                                                   |                                                                   |  |  |       |  |  | Friedrich Wilhelm I, re in Prussia |  |  | Friedrich I, re in Prussia |  |
|                                            |                             |                                                   |                                                                   |  |  |       |  |  | Friedrich Wilhelm I, re in Prussia |  |  | Friedrich I, re in Prussia |  |
|                                            |                             | Sophie Charlotte von Hannover                     |                                                                   |  |  |       |  |  | Friedrich Wilhelm I, re in Prussia |  |  |                            |  |
| August Wilhelm, principe di Prussia        |                             |                                                   |                                                                   |  |  |       |  |  | Friedrich Wilhelm I, re in Prussia |  |  |                            |  |
|                                            |                             | Sophie Dorothea von Hannover                      | George I, re di Gran Bretagna e d'Irlanda ed elettore di Hannover |  |  |       |  |  |                                    |  |  |                            |  |
|                                            |                             | Sophie Dorothea von Hannover                      | George I, re di Gran Bretagna e d'Irlanda ed elettore di Hannover |  |  |       |  |  |                                    |  |  |                            |  |
|                                            |                             | Sophie Dorothea von Hannover                      | Sophie Dorothea von Braunschweig-Lüneburg                         |  |  |       |  |  |                                    |  |  |                            |  |
| Friedrich Wilhelm II, re di Prussia        |                             | Sophie Dorothea von Hannover                      |                                                                   |  |  |       |  |  |                                    |  |  |                            |  |
|                                            |                             | Ferdinand Albrecht II, duca di Brunswick-Lüneburg | Ferdinand Albrecht I, duca di Brunswick-Lüneburg                  |  |  |       |  |  |                                    |  |  |                            |  |
|                                            |                             | Ferdinand Albrecht II, duca di Brunswick-Lüneburg | Ferdinand Albrecht I, duca di Brunswick-Lüneburg                  |  |  |       |  |  |                                    |  |  |                            |  |
|                                            |                             | Ferdinand Albrecht II, duca di Brunswick-Lüneburg | Christine von Hessen-Eschwege                                     |  |  |       |  |  |                                    |  |  |                            |  |
| Luise Amalie von Braunschweig-Wolfenbüttel |                             | Ferdinand Albrecht II, duca di Brunswick-Lüneburg |                                                                   |  |  |       |  |  |                                    |  |  |                            |  |
|                                            |                             | Antoinette Amalie von Braunschweig-Wolfenbüttel   | Ludwig Rudolf, duca di Brunswick-Lüneburg                         |  |  |       |  |  |                                    |  |  |                            |  |
|                                            |                             | Antoinette Amalie von Braunschweig-Wolfenbüttel   | Ludwig Rudolf, duca di Brunswick-Lüneburg                         |  |  |       |  |  |                                    |  |  |                            |  |
|                                            |                             | Antoinette Amalie von Braunschweig-Wolfenbüttel   | Christine Luise von Oettingen-Oettingen                           |  |  |       |  |  |                                    |  |  |                            |  |
| Friedrich Wilhelm von Brandenburg          |                             | Antoinette Amalie von Braunschweig-Wolfenbüttel   |                                                                   |  |  |       |  |  |                                    |  |  |                            |  |
|                                            | Alexander, conte di Dönhoff | Friedrich, conte di Dönhoff                       |                                                                   |  |  |       |  |  |                                    |  |  |                            |  |
|                                            | Alexander, conte di Dönhoff | Friedrich, conte di Dönhoff                       |                                                                   |  |  |       |  |  |                                    |  |  |                            |  |
|                                            | Alexander, conte di Dönhoff | Eleonore Katharina Elisabeth von Schwerin         |                                                                   |  |  |       |  |  |                                    |  |  |                            |  |
| Friedrich Wilhelm, conte di Dönhoff        | Alexander, conte di Dönhoff |                                                   |                                                                   |  |  |       |  |  |                                    |  |  |                            |  |
|                                            |                             | Charlotte von Blumenthal                          | Adam Ludwig, conte di Blumenthal                                  |  |  |       |  |  |                                    |  |  |                            |  |
|                                            |                             | Charlotte von Blumenthal                          | Adam Ludwig, conte di Blumenthal                                  |  |  |       |  |  |                                    |  |  |                            |  |
|                                            |                             | Charlotte von Blumenthal                          | Sophia Wilhelmina von Schöning                                    |  |  |       |  |  |                                    |  |  |                            |  |
| Sophie von Dönhoff                         |                             | Charlotte von Blumenthal                          |                                                                   |  |  |       |  |  |                                    |  |  |                            |  |
|                                            |                             | Adolf Friedrich von Langermann                    | Kaspar Friedrich von Langermann                                   |  |  |       |  |  |                                    |  |  |                            |  |
|                                            |                             | Adolf Friedrich von Langermann                    | Kaspar Friedrich von Langermann                                   |  |  |       |  |  |                                    |  |  |                            |  |
|                                            |                             | Adolf Friedrich von Langermann                    | Elisabeth Katharina von Erlencamp                                 |  |  |       |  |  |                                    |  |  |                            |  |
| Sophie Charlotte von Langermann            |                             | Adolf Friedrich von Langermann                    |                                                                   |  |  |       |  |  |                                    |  |  |                            |  |
|                                            |                             | Christiane Juliane von Rieben                     | Hans Christoph von Rieben                                         |  |  |       |  |  |                                    |  |  |                            |  |
|                                            |                             | Christiane Juliane von Rieben                     | Hans Christoph von Rieben                                         |  |  |       |  |  |                                    |  |  |                            |  |
|                                            |                             | Christiane Juliane von Rieben                     | Barbara Sophie von Arnim                                          |  |  |       |  |  |                                    |  |  |                            |  |
|                                            |                             | Christiane Juliane von Rieben                     |                                                                   |  |  |       |  |  |                                    |  |  |                            |  |